# 平頭冰川
平頭冰川（英語：Heitō Glacier），是南極洲的冰川，位於毛德皇后地的哈拉爾王子海岸，處於平頭山以南的朗霍夫德山南部，根據日本探險隊的測量和拍攝的空中照片繪入地圖，現時由南極條約體系管理。